# Амер Хрустановіч
Амер Хрустановіч (нім. Amer Hrustanovic; нар. 11 червня 1988, Зворник, Соціалістична Республіка Боснія і Герцеговина (нині у складі Республіки Сербської, Боснія і Герцеговина)) — австрійський борець греко-римського стилю, бронзовий призер чемпіонату Європи, учасник двох Олімпійських ігор.

## Біографія
Боротьбою почав займатися з 1997 року. Виступає за борцівський клуб AC, Вальс-Зіценгайм.

## Спортивні результати на міжнародних змаганнях

### Виступи на Олімпіадах
| Змагання                                   | Збірна  | Вагова категорія                 | Місце |
| ------------------------------------------ | ------- | -------------------------------- | ----- |
| Боротьба на літніх Олімпійських іграх 2012 | Австрія | греко-римська боротьба, до 84 кг | 10    |
| Боротьба на літніх Олімпійських іграх 2016 | Австрія | греко-римська боротьба, до 85 кг | 10    |

### Виступи на Чемпіонатах світу
| Змагання                        | Збірна  | Вагова категорія                 | Місце |
| ------------------------------- | ------- | -------------------------------- | ----- |
| Чемпіонат світу з боротьби 2009 | Австрія | греко-римська боротьба, до 84 кг | 14    |
| Чемпіонат світу з боротьби 2010 | Австрія | греко-римська боротьба, до 84 кг | 12    |
| Чемпіонат світу з боротьби 2011 | Австрія | греко-римська боротьба, до 84 кг | 14    |
| Чемпіонат світу з боротьби 2014 | Австрія | греко-римська боротьба, до 85 кг | 32    |
| Чемпіонат світу з боротьби 2015 | Австрія | греко-римська боротьба, до 85 кг | 12    |
| Чемпіонат світу з боротьби 2017 | Австрія | греко-римська боротьба, до 85 кг | 22    |

### Виступи на Чемпіонатах Європи
| Змагання                         | Збірна  | Вагова категорія                 | Місце  |
| -------------------------------- | ------- | -------------------------------- | ------ |
| Чемпіонат Європи з боротьби 2009 | Австрія | греко-римська боротьба, до 84 кг | 18     |
| Чемпіонат Європи з боротьби 2010 | Австрія | греко-римська боротьба, до 84 кг | 12     |
| Чемпіонат Європи з боротьби 2011 | Австрія | греко-римська боротьба, до 84 кг | 8      |
| Чемпіонат Європи з боротьби 2012 | Австрія | греко-римська боротьба, до 84 кг | 20     |
| Чемпіонат Європи з боротьби 2014 | Австрія | греко-римська боротьба, до 85 кг | Бронза |
| Чемпіонат Європи з боротьби 2016 | Австрія | греко-римська боротьба, до 85 кг | 9      |

### Виступи на Європейських іграх
| Змагання              | Збірна  | Вагова категорія                 | Місце |
| --------------------- | ------- | -------------------------------- | ----- |
| Європейські ігри 2015 | Австрія | греко-римська боротьба, до 85 кг | 16    |

### Виступи на інших змаганнях
| Змагання                                                         | Збірна  | Вагова категорія                 | Місце  |
| ---------------------------------------------------------------- | ------- | -------------------------------- | ------ |
| Гран-прі Німеччини з боротьби 2009                               | Австрія | греко-римська боротьба, до 84 кг | 22     |
| Міжнародний турнір «Cristo Lutte» 2010                           | Австрія | греко-римська боротьба, до 84 кг | Золото |
| Чемпіонат світу з боротьби серед військовослужбовців 2010        | Австрія | греко-римська боротьба, до 84 кг | 9      |
| Золотий Гран-прі з боротьби 2011 (Сомбатгей)                     | Австрія | греко-римська боротьба, до 84 кг | Срібло |
| Золотий Гран-прі з боротьби 2011 (Баку)                          | Австрія | греко-римська боротьба, до 84 кг | 19     |
| Меморіал Іона Корнеану 2011                                      | Австрія | греко-римська боротьба, до 84 кг | Бронза |
| Золотий Гран-прі з боротьби 2012 (Сомбатгей)                     | Австрія | греко-римська боротьба, до 84 кг | 11     |
| Олімпійський кваліфікаційний турнір з боротьби 2012 (Софія)      | Австрія | греко-римська боротьба, до 84 кг | Срібло |
| Trophee Milone 2012                                              | Австрія | греко-римська боротьба, до 84 кг | Срібло |
| Трофей Адріатики 2013                                            | Австрія | греко-римська боротьба, до 84 кг | Бронза |
| Trophee Milone 2013                                              | Австрія | греко-римська боротьба, до 84 кг | Бронза |
| Турнір міста Сассарі 2013                                        | Австрія | пляжна боротьба, +85 кг          | Срібло |
| Гран-прі Іспанії з боротьби 2013                                 | Австрія | греко-римська боротьба, до 84 кг | 7      |
| Золотий Гран-прі з боротьби 2014 (Париж)                         | Австрія | греко-римська боротьба, до 85 кг | Бронза |
| Золотий Гран-прі з боротьби 2014 (Сомбатгей)                     | Австрія | греко-римська боротьба, до 85 кг | 8      |
| Відкритий чемпіонат Стокгольма з боротьби 2014                   | Австрія | греко-римська боротьба, до 85 кг | Бронза |
| Золотий Гран-прі з боротьби 2014 (Баку)                          | Австрія | греко-римська боротьба, до 85 кг | 9      |
| Гран-прі Іспанії з боротьби 2015                                 | Австрія | греко-римська боротьба, до 85 кг | 10     |
| Міжнародний меморіал Дейва Шульца 2016                           | Австрія | греко-римська боротьба, до 85 кг | Золото |
| Олімпійський кваліфікаційний турнір з боротьби 2016 (Зренянин)   | Австрія | греко-римська боротьба, до 85 кг | 11     |
| Олімпійський кваліфікаційний турнір з боротьби 2016 (Улан-Батор) | Австрія | греко-римська боротьба, до 85 кг | 4      |
| Олімпійський кваліфікаційний турнір з боротьби 2016 (Стамбул)    | Австрія | греко-римська боротьба, до 85 кг | 9      |
| Міжнародний турнір Любомира Івановича-Гедзи 2017                 | Австрія | греко-римська боротьба, до 85 кг | Бронза |

### Виступи на змаганнях молодших вікових груп
| Змагання                                       | Збірна  | Вагова категорія                 | Місце |
| ---------------------------------------------- | ------- | -------------------------------- | ----- |
| Чемпіонат Європи з боротьби серед юніорів 2006 | Австрія | греко-римська боротьба, до 84 кг | 13    |
| Чемпіонат Європи з боротьби серед юніорів 2007 | Австрія | греко-римська боротьба, до 84 кг | 14    |
| Чемпіонат світу з боротьби серед юніорів 2007  | Австрія | греко-римська боротьба, до 84 кг | 14    |
| Чемпіонат Європи з боротьби серед юніорів 2008 | Австрія | греко-римська боротьба, до 84 кг | 11    |
| Чемпіонат світу з боротьби серед юніорів 2008  | Австрія | греко-римська боротьба, до 84 кг | 19    |